# Wereldtentoonstelling van 1873
De Wereldtentoonstelling van 1873 vond plaats in de Oostenrijkse hoofdstad Wenen. Het Bureau International des Expositions heeft de tentoonstelling achteraf erkend als de 5e universele wereldtentoonstelling. De tentoonstelling werd op 1 mei van dat jaar geopend door keizer Frans Jozef I van Oostenrijk en was de eerste wereldtentoonstelling die in een Duitstalig land werd gehouden. De tentoonstelling had als hoofdthema Cultuur en Opvoeding en wilde de stand van zaken in de volkskunde en moderne ontwikkelingen op dat gebied tentoonstellen.
De tentoonstelling duurde tot 2 november 1873.

## Tentoonstellingsterrein en Architectuur
De tentoonstelling vond plaats in het Prater, een voormalig jachtgebied van de keizerlijke familie. Men had de beschikking over een terrein van ongeveer 230 hectare, waarvan zo'n 16 hectare waren bebouwd met tentoonstellingsruimten. De architectonische leiding lag in handen van de Oostenrijkse architect Karl von Hasenauer. De belangrijkste gebouwen die verrezen, waren:
- de Rotunde, een 84 meter hoog rond gebouw, opgetrokken uit staal, gips en hout
- het Industriepaleis
- een Machinehal
- de Kunsthal
- het Keizerpaviljoen

Daarnaast waren er nog 194 afzonderlijke paviljoens. Veel van de tentoonstelling was erop gericht de bezoeker te overtuigen van de rol en betekenis van de monarchie.

## Thematische zwaartepunten
Naast de waren-uitstallingen, waar bedrijven uit alle deelnemende landen, hun nieuwste uitvindingen presenteerden - waaronder de Gramme-dynamo van de Société des Machines magnéto-électriques Gramme - was er ook nog een aantal speciale tentoonstellingen ingericht rond de thema's Geschiedenis van de bedrijvigheid en Geschiedenis van uitvindingen. De Oostenrijkse bijdragen over Onderwijs en Opvoeding en over sociale kwesties als vrouwen- en kinderarbeid, trokken internationale belangstelling.
Naast de tentoonstellingen vonden ook zestien congressen plaats. Tijdens een Patentcongres werden voor het eerst internationale afspraken gemaakt over het patentrecht.

## Politieke dimensies
De tentoonstelling werd bezocht door talrijke hoge gasten uit het buitenland. De eerste hoog geplaatste bezoeker was de Duitse kroonprins Frederik Willem. Dat bezoek lag gevoelig, want nog geen zeven jaar daarvoor had hij de Pruisische troepen aangevoerd bij de door de Oostenrijkers verloren Slag bij Königgrätz. Het was in lijn met de op ontspanning gerichte politiek van de Oostenrijkse minister van Buitenlandse zaken, graaf Gyula Andrássy, om de tentoonstelling zo veel mogelijk aan te wenden voor het verbeteren van de internationale betrekkingen. Ook koning Leopold II van België, vorst Nicolaas I van Montenegro, tsaar Alexander II van Rusland, ex-koningin Isabella II van Spanje, Victor Emanuel II van Italië en later nog keizer Wilhelm I van Duitsland en zijn vrouw, bezochten de tentoonstelling. Ook veel bekijks trok de Perzische sjah Naser ed-Din Kadjar. Hij bracht voor de Oostenrijkse keizerin Elisabeth, paarden, honden en vier gazellen mee. In het slot Laxenburg, waar hij verbleef, werd een ruimte geschikt gemaakt om dagelijks schapen en kippen te kunnen slachten.
Overleggen van de Oostenrijkse keizer met zijn Duitse en Russische collega's leidden tijdens de tentoonstelling tot de zogenaamde Driekeizerbond.

## Bezoekers en financiën
Uit 35 landen namen in totaal 53.000 ondernemingen deel aan de wereldtentoonstelling. Meer dan zeven miljoen mensen bezochten de tentoonstelling. Deze sloot desalniettemin met een enorm verlies, van 15 miljoen zilveren guldens af. Na de tentoonstelling viel bovendien de exploitatie van de Rotunde bijzonder tegen. Positief was dat, ten gevolge van de tentoonstelling, de infrastructuur van de stad Wenen aanmerkelijk werd verbeterd. De tentoonstelling eindigde in een groot drama, daar de stad Wenen werd getroffen door een grote choleraepidemie, juist tijdens de zomermaanden.